# Archives municipales de Ditzingen
Les archives municipales de Ditzingen (en allemand : Stadtarchiv Ditzingen) sont un service public de la ville de Ditzingen dans le Land de Bade-Wurtemberg. Ils conservent les documents relatifs à l'histoire de Ditzingen et des anciennes municipalités indépendantes Heimerdingen, Hirschlanden et Schöckingen et fournissent des informations sur la ville. Il est géré par un archiviste à plein temps depuis 1985. Le bureau est situé dans le quartier Hirschlanden.

## Fonds d'archives

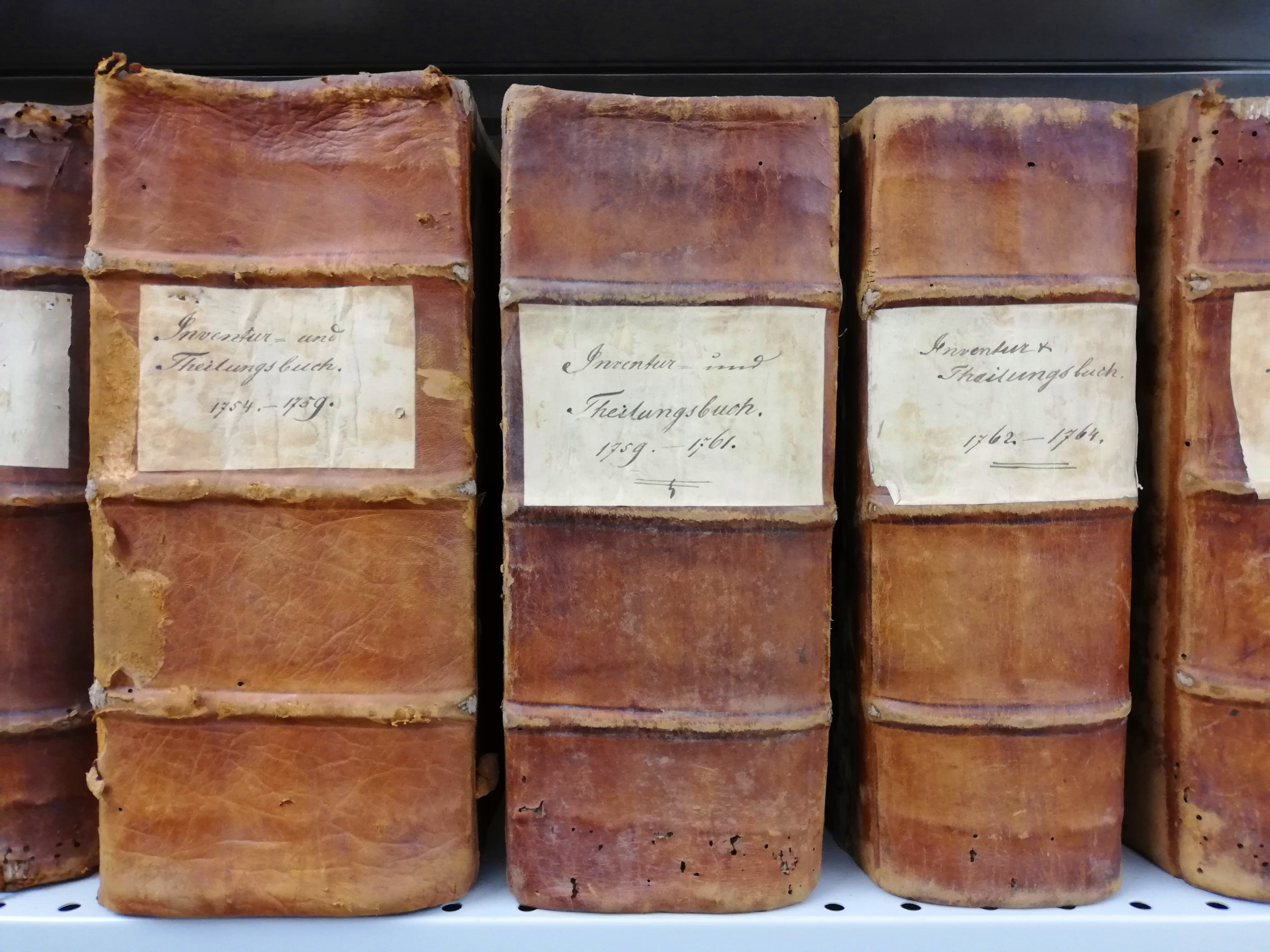
Volumes de la juridiction volontaire de la municipalité Schöckingen

L'archive est divisée en les fonds suivants :
- A : Archives anciennes (Ditzingen et districts jusqu'à la réforme territoriale 1971/75)
- B : Archives administratives plus récentes (fonds depuis 1975)
- D : Autres documents officiels
- F : Collection de photos
- N : Tradition non officielle, successions et autres provenances étrangères
- S : Collections d'histoire de la ville

Le plus ancien document d'archives est le Ditzinger Fleckenbuch de 1524 (le Livre rouge). Les fonds historiques contiennent également, entre autres: les registres des possessions (registres fonciers) de Schöckingen de 1625, 1673, 1701 et 1706, le procès-verbal de la cour et du conseil municipal de Ditzingen (depuis 1780), Heimerdingen (depuis 1761), Hirschlanden (depuis 1756) et Schöckingen (depuis 1701) ainsi que les dossiers et volumes de la juridiction volontaire.
En plus des collections de types d'archives individuelles (plans, affiches, cartes postales, sceaux officiels), la collection comprend également celles ayant un lien thématique (religion, politique, associations, écoles, industrie et économie) ainsi qu'une collection d'histoire personnelle et familiale. La collection se concentre principalement sur la vie et l'œuvre du compositeur et organiste Konrad Kocher, né à Ditzingen, et du explorateur Theodor von Heuglin, né dans le quartier actuel de Hirschlanden.
Avec le musée de la ville, les archives conservent une bibliothèque de référence sur l'histoire régionale et le folklore du Wurtemberg.

## Publications
Les archives municipales publient une série de publications sous le titre Ditzinger Schriften depuis 2001.
- vol. 1 : Herbert Hoffmann: 25 Jahre Große Kreisstadt Ditzingen (Gerlingen: Bleicher, 2001)
- vol. 2 : Herbert Hoffmann: Zwangsarbeit in Ditzingen, 1939-1945 (Gerlingen: Bleicher, 2003)
- vol. 3 : Herbert Hoffmann: Ditzingen – Zeitsprünge (Erfurt: Sutton, 2012)
- vol. 4 : Herbert Hoffmann: Schöckingen 814-2014. Das Buch zur 1200-Jahr-Feier (Ditzingen: Fischer-Lautner, 2014)
- vol. 5 : Nina Hofmann, Herbert Hoffmann: Vom Dorf zur Stadt. 50 Jahre Stadt Ditzingen. 40 Jahre Große Kreisstadt (Ubstadt-Weiher: Verlag Regionalkultur, 2016)
- vol. 6 : Florian Hoffmann, Herbert Hoffmann: 1250 Jahre Ditzingen & Hirschlanden. Neue Beiträge zur Stadtgeschichte (Ubstadt-Weiher: Verlag Regionalkultur, 2019)